# Ga Noksapyeong
Ga Noksapyeong (Văn phòng Yongsan-gu) (Tiếng Hàn: 녹사평(용산구청)역, Hanja: 綠莎坪, 龍山區廳驛) là ga tàu điện ngầm trên Tàu điện ngầm Seoul tuyến 6 ở Yongsan-dong 4-ga, Yongsan-gu, Seoul. Nó nằm ở cuối phía đông của Yongsan Garrison và cuối phía tây của Itaewon. Đây là nhà ga chính phục vụ cộng đồng Haebangchon và Hoenamu-gil, được biết đến là nơi có lượng người nước ngoài đáng kể.
Nhà ga này có lượng hành khách thấp do vị trí của nó, nhưng được chú ý bởi thiết kế nội thất ấn tượng. Nó có năm tầng ngầm và một mái vòm bằng kính trên đỉnh tòa nhà cho phép ánh sáng mặt trời chiếu xuyên suốt nhà ga.

## Lịch sử
- 15 tháng 12 năm 2000: Bắt đầu hoạt động với việc khai trương đoạn Eungam - Sangwolgok của Tàu điện ngầm Seoul tuyến 6
- 26 tháng 12 năm 2013: Đổi thành Ga Noksapyeong (Văn phòng Yongsan-gu)[3]

## Bố trí ga
| Samgakji ↑ |
| E/B W/B \| |
| ↓ Itaewon  |

| Hướng Tây  | ● Tuyến 6 | ← Hướng đi Samgakji · Công viên Hyochang · Hapjeong · Eungam |
| Hướng Đông | ● Tuyến 6 | → Hướng đi Itaewon · Dongmyo · Seokgye · Sinnae →            |

## Xung quanh nhà ga
| Lối ra \| 나가는 곳 \| Exit \| 出口 | Lối ra \| 나가는 곳 \| Exit \| 出口 |
| ----------------------------------- | --- |
| 1                                   | Yongsan-dong 2-ga Đài tưởng niệm chiến tranh Bưu điện Itaewon Trường tiểu học Itaewon Công viên lịch sử Itaewon Bugundang                                        |
| 2                                   | Hanshin APT Hướng về hầm Namsan số 3 Trường trung học công nghệ kỹ thuật số Seoul Nhóm quản lý tài chính lực lượng vũ trang Itaewon 2-dong Namsan Daelim APT     |
| 3                                   | Văn phòng Yongsan-gu/Trung tâm Y tế Công cộng Yongsan-gu Hội đồng Yongsan-gu Chợ Itaewon Itaewon 1-dong Capital Hotel Mondrian Seoul Itaewon Hướng tới cầu Banpo |
| 4                                   | Hướng tới Bộ Quốc phòng Hangang-ro 1-ga |

## Hình ảnh

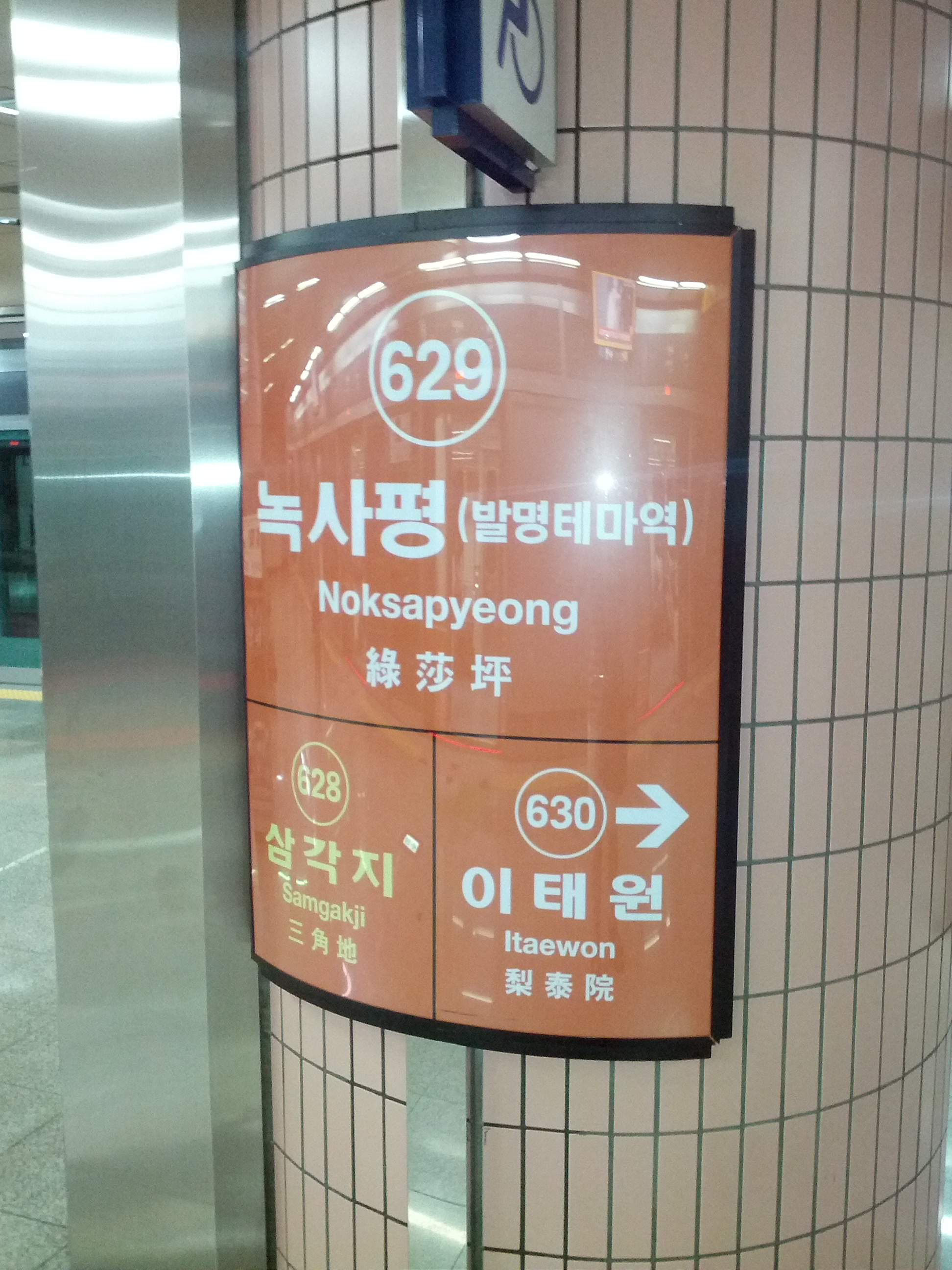
Bảng tên ga (Tên phụ cũ là Ga Balmyeongtema)
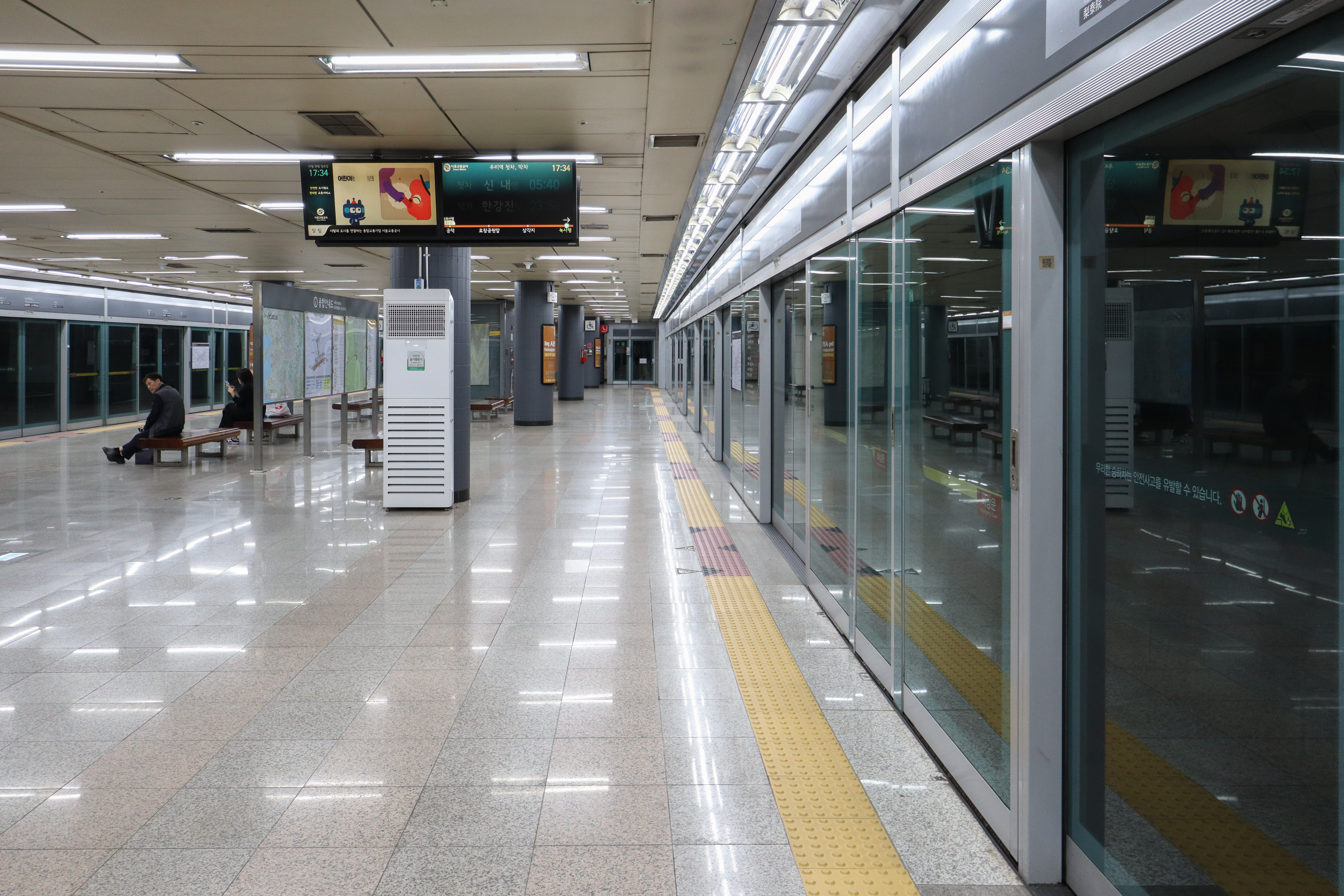
Sân ga
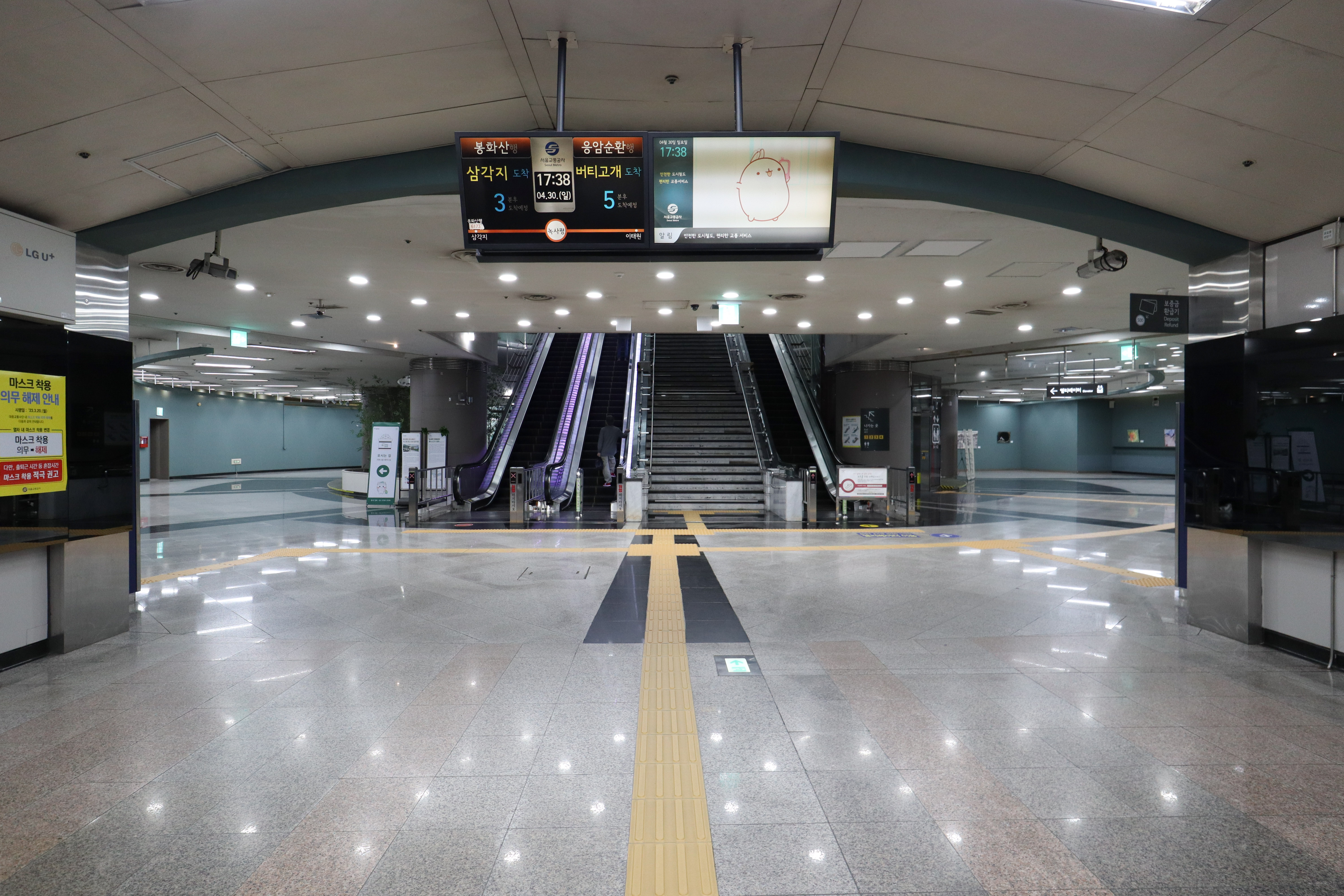
Bên trong ga
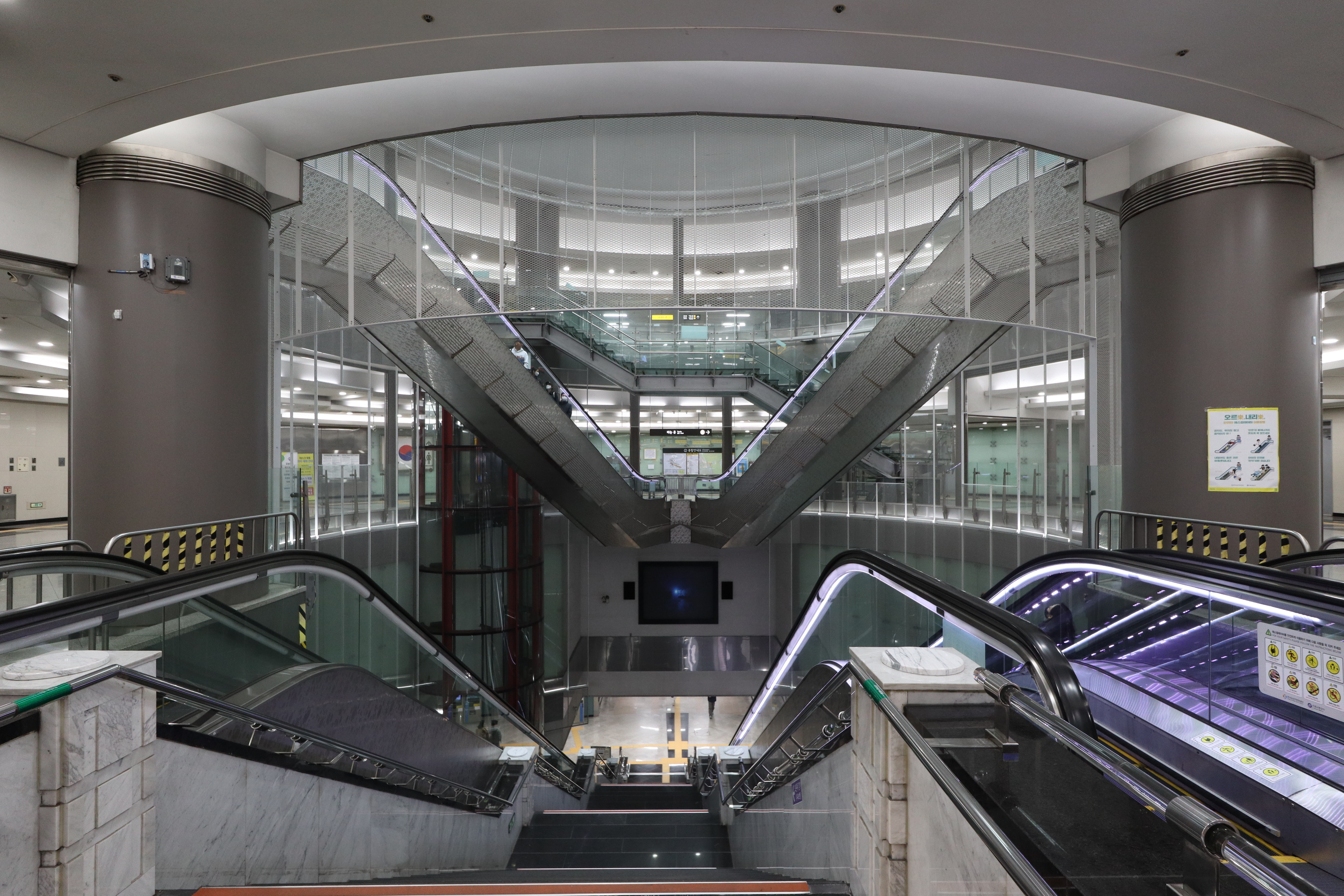
Bên trong ga
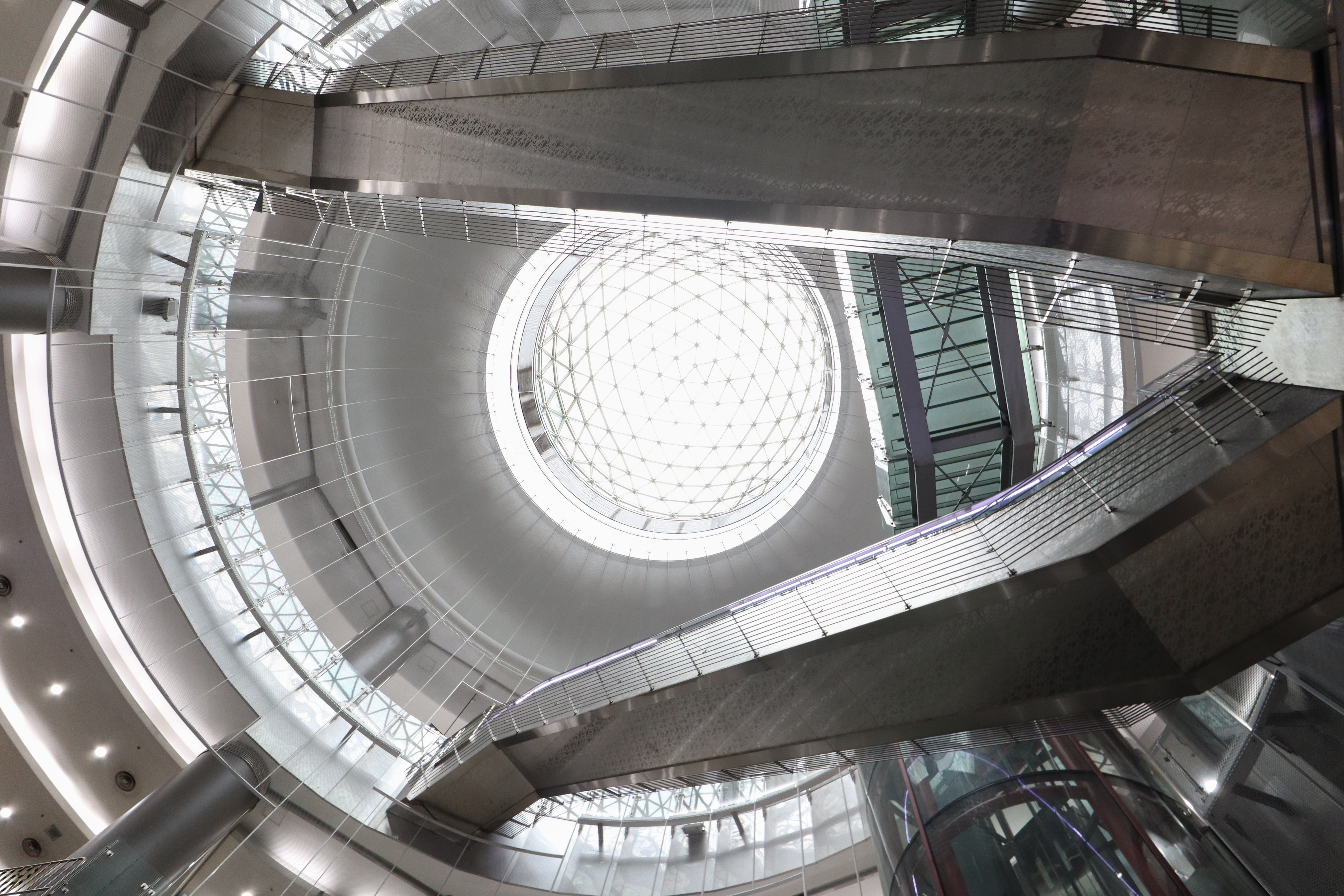
Bên trong ga
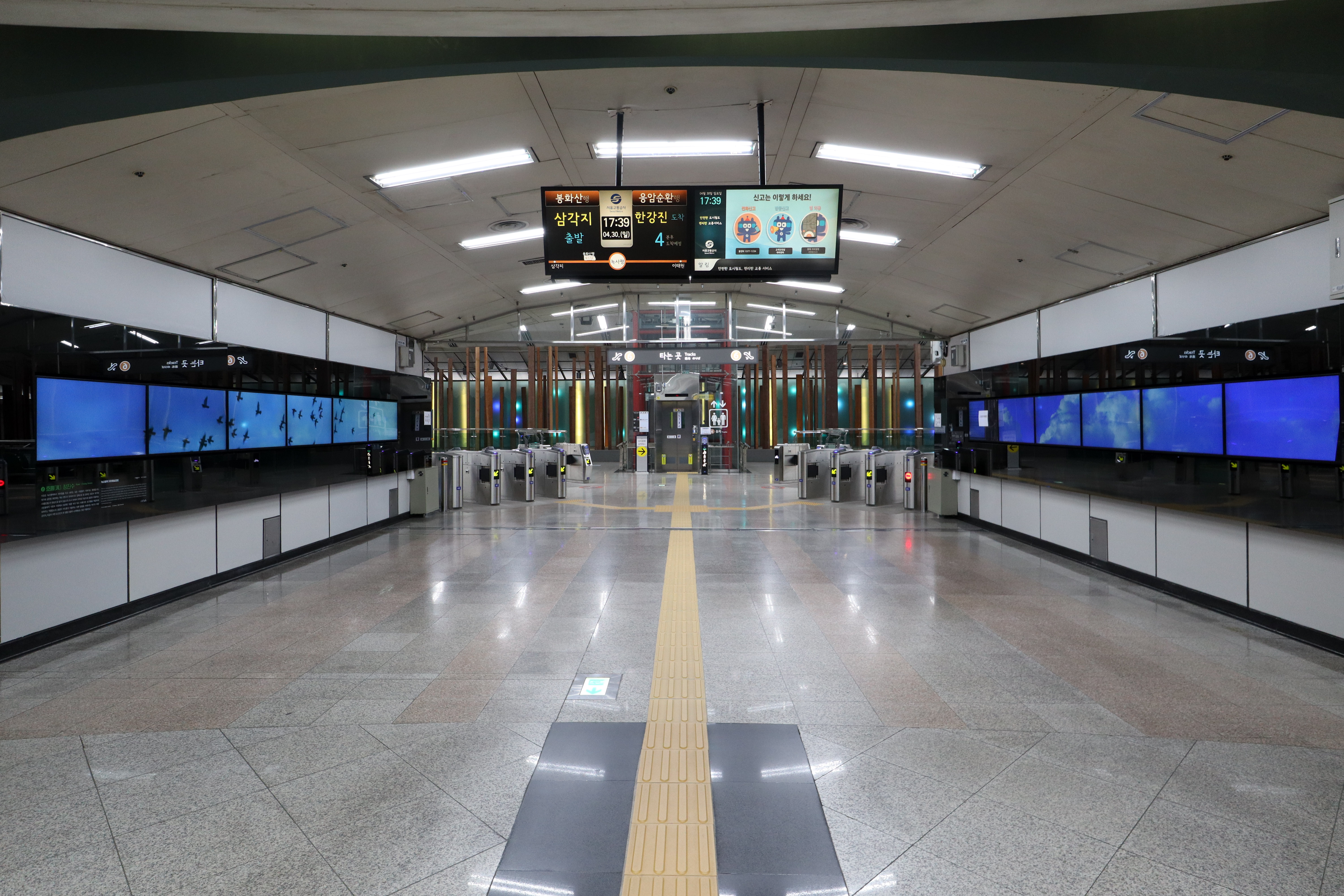
Bên trong ga
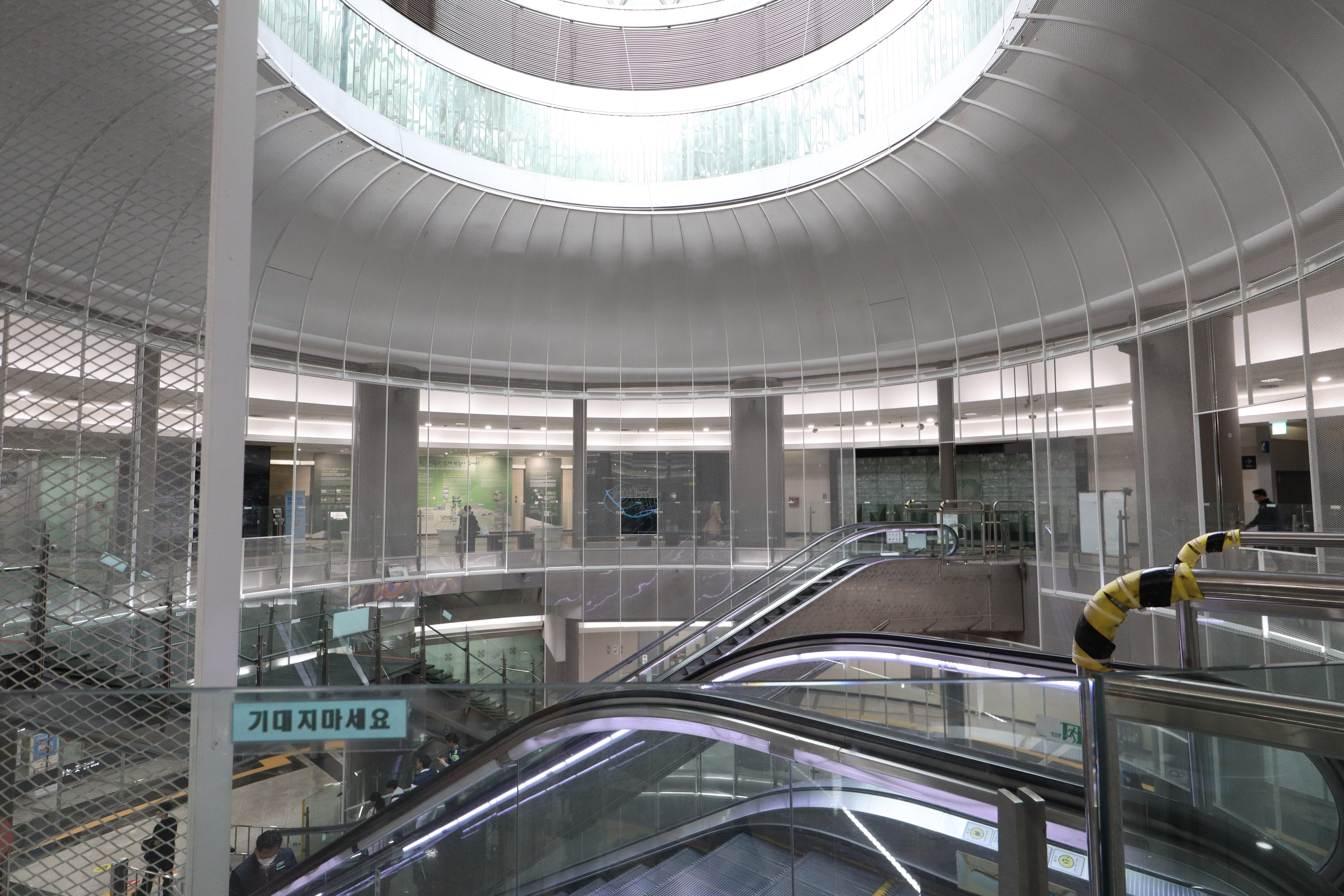
Bên trong ga
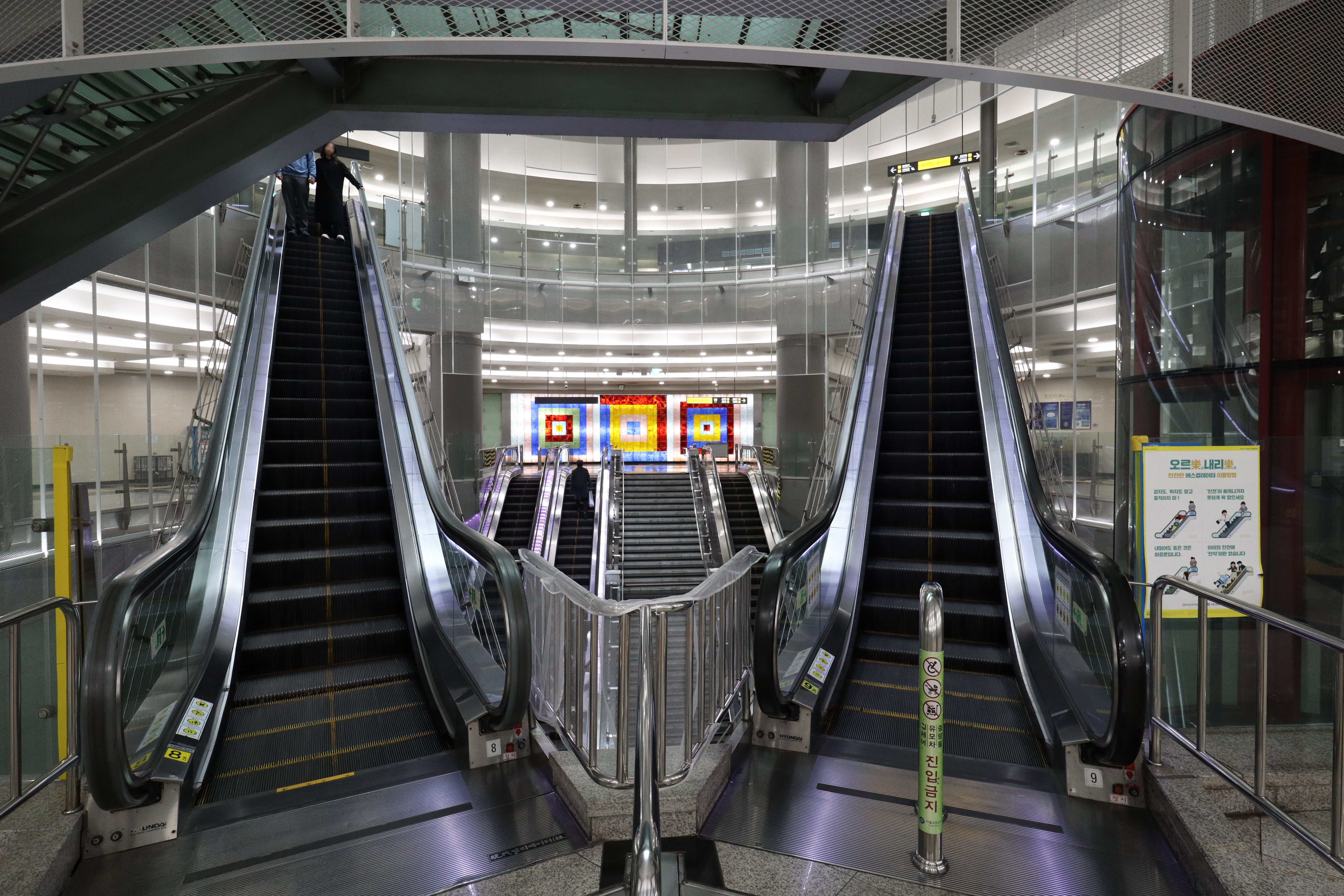
Bên trong ga
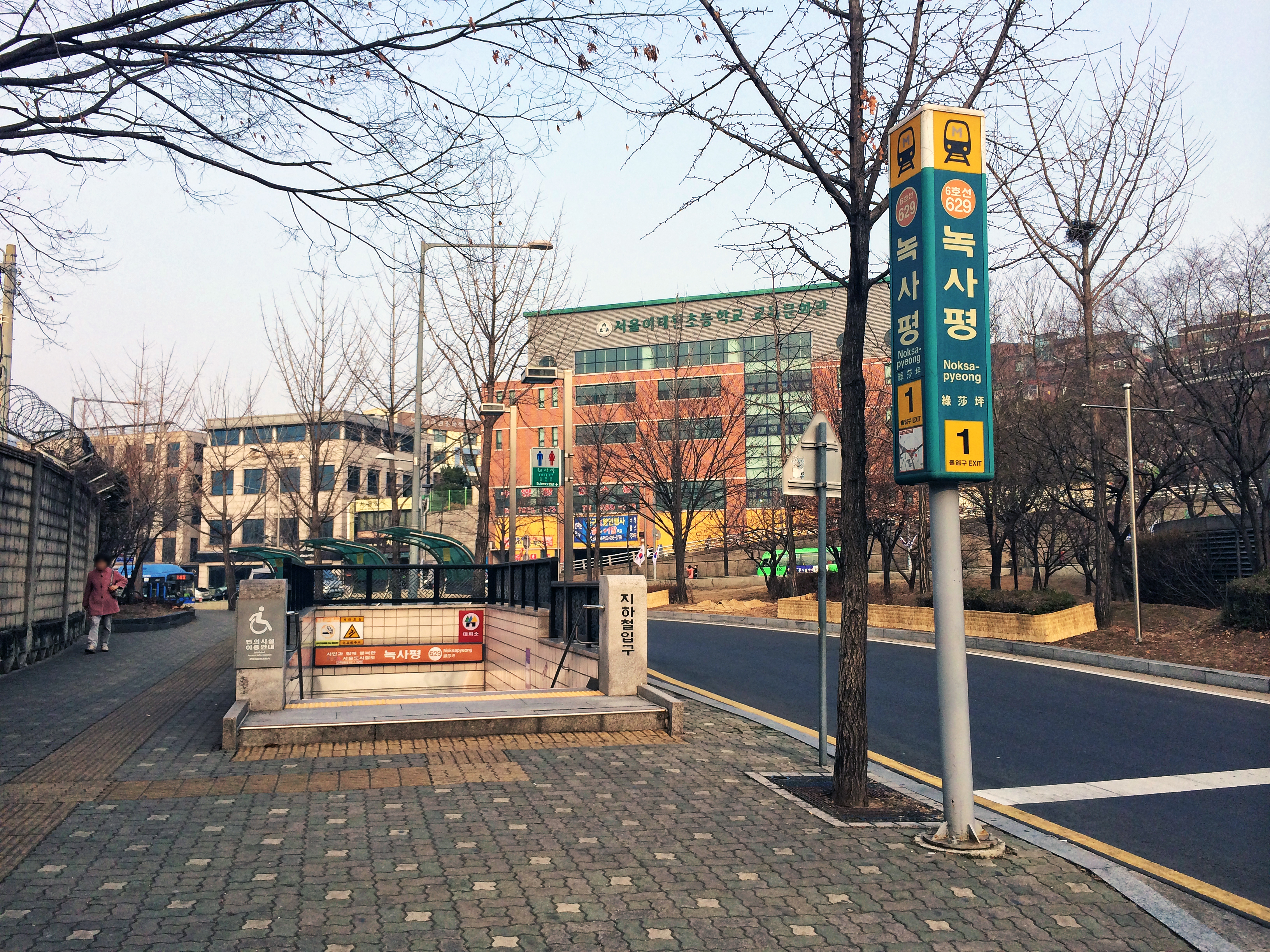
Lối ra 1
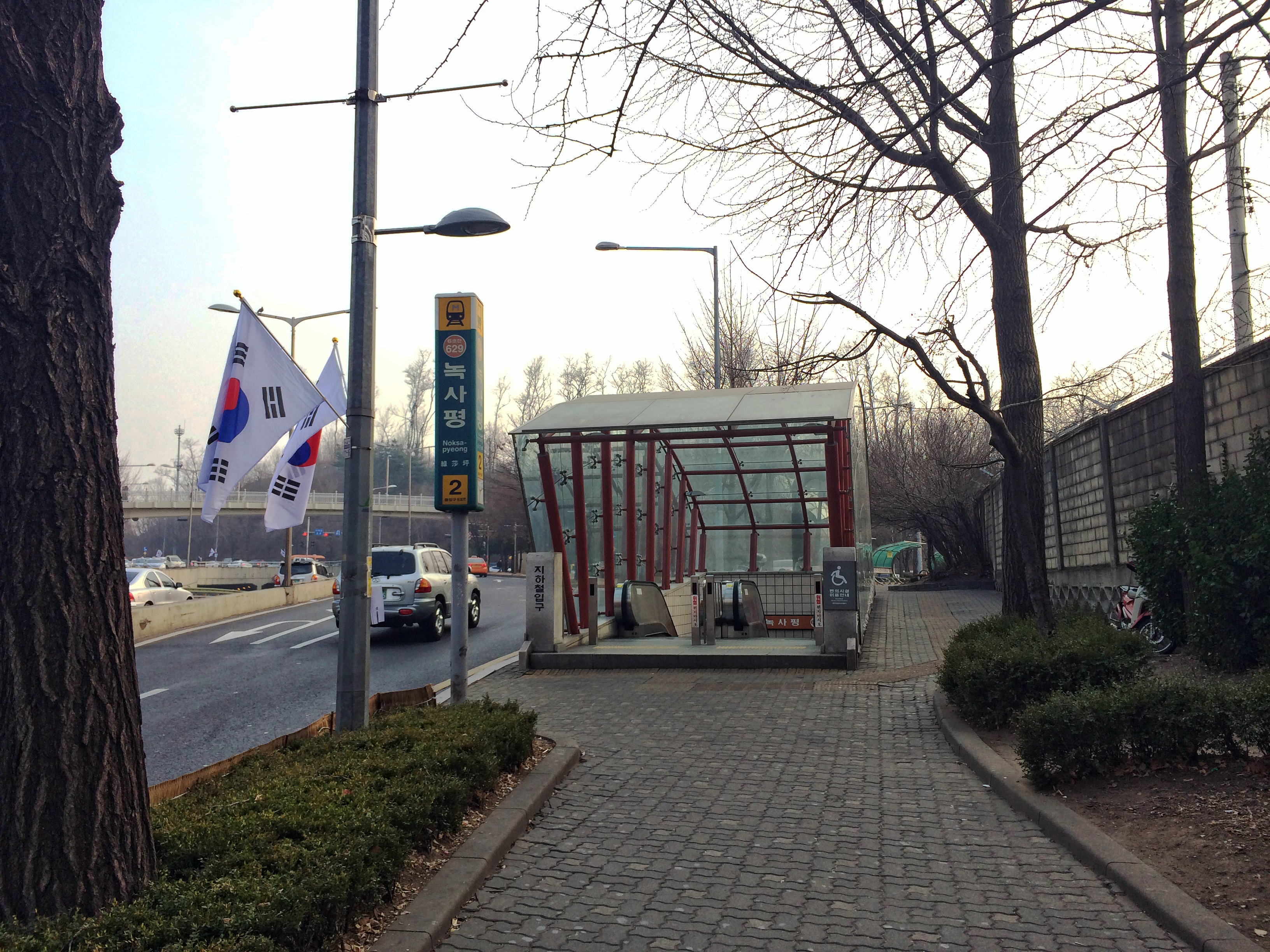
Lối ra 2
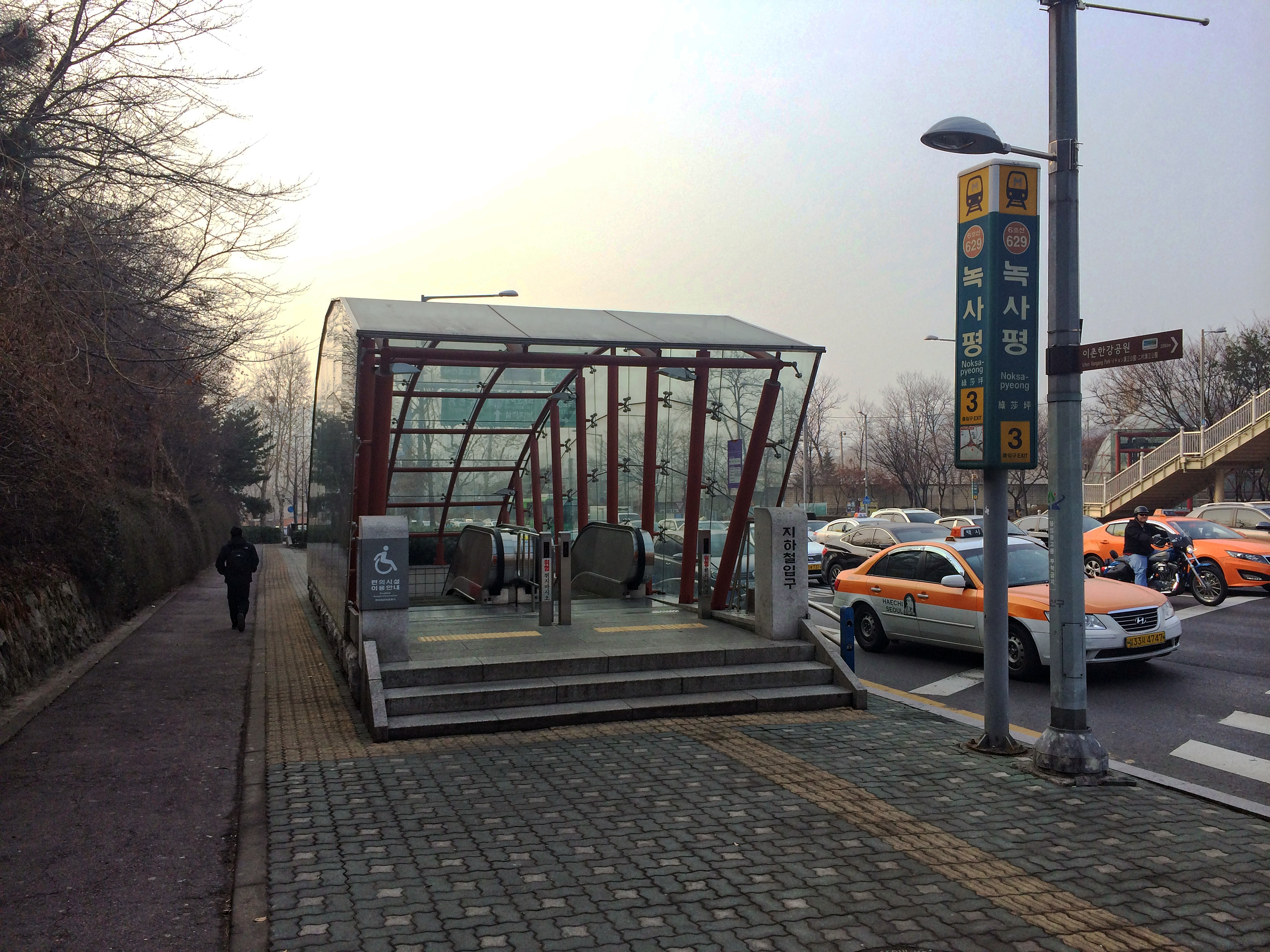
Lối ra 3
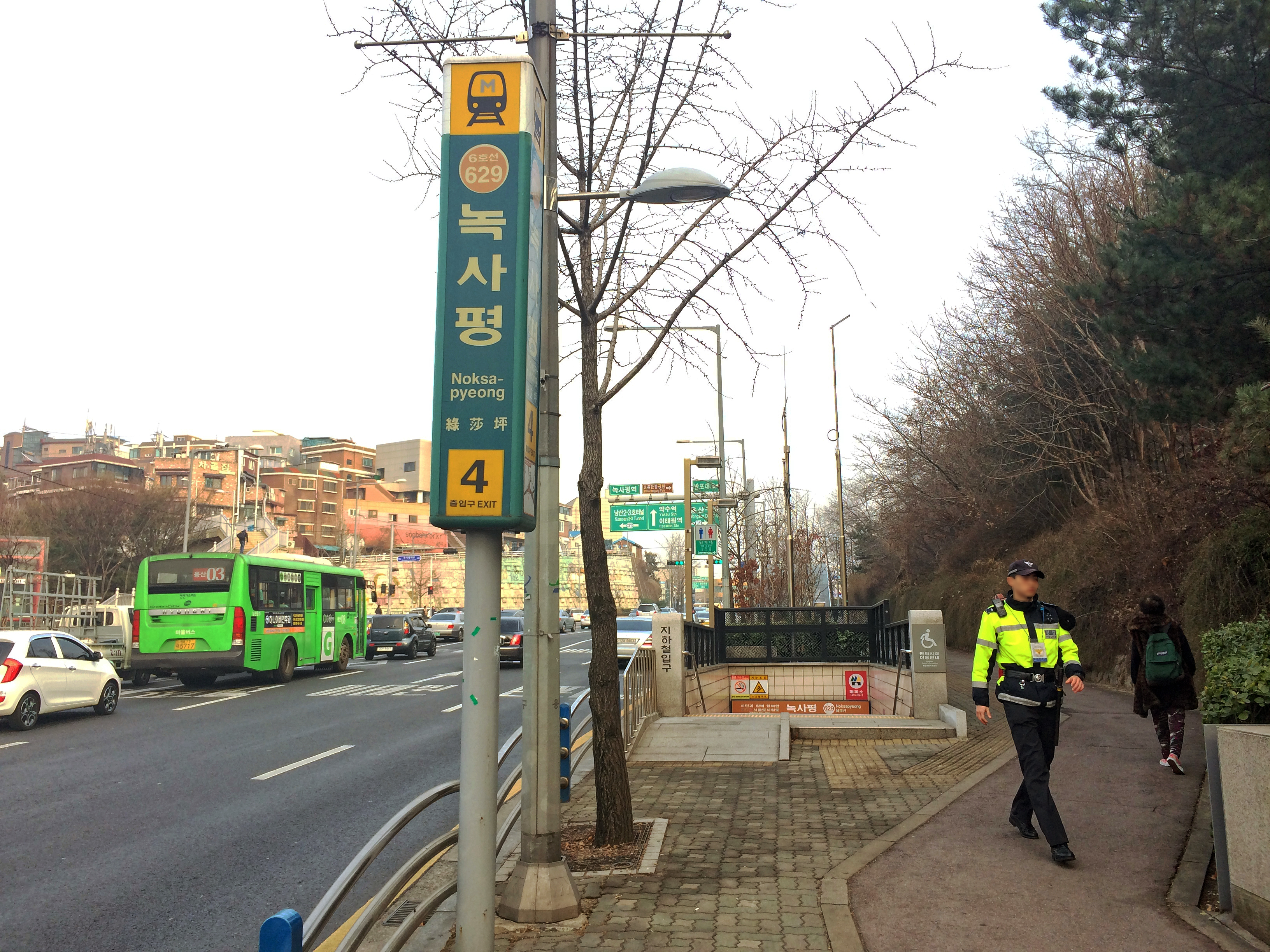
Lối ra 4